# Жуков, Валентин Семёнович
Валенти́н Семёнович Жу́ков (1 февраля 1916, дер. Жданово, Вятская губерния — 18 мая 1968, Йошкар-Ола) — младший сержант Рабоче-крестьянской Красной Армии, участник Великой Отечественной войны, Герой Советского Союза (1943).

## Биография
Валентин Жуков родился 1 февраля 1916 года в деревне Жданово. Получил начальное образование, после чего работал на строительстве Горьковского автомобильного завода, затем на различных стройках в Таганроге. В 1937—1939 годах служил в Рабоче-крестьянской Красной Армии. Демобилизовавшись, вернулся в Кировскую область. В декабре 1941 года Жуков повторно был призван в армию и направлен на фронт. Принимал участие в боях на Западном и Центральном фронтах, командовал 45-миллиметровым орудием 53-го гвардейского кавалерийского полка 15-й гвардейской кавалерийской дивизии 7-го гвардейского кавалерийского корпуса 61-й армии. Особо отличился во время освобождения Черниговской области Украинской ССР.
21 сентября 1943 года расчёт Жукова собрал плот и начал переправлять своё орудие через реку Снов. Когда от разорвавшегося поблизости немецкого снаряда орудие оказалось в воде, расчёту удалось вытащить его на западный берег. Во время наступления на село Смяч, находясь в боевых порядках эскадрона, расчёт Жукова вёл огонь по противнику. Во время отражения контратаки немецких войск расчёт уничтожил штурмовое орудие и более взвода вражеской пехоты.
Указом Президиума Верховного совета СССР от 24 декабря 1943 года за «образцовое выполнение заданий командования на фронте борьбы с немецкими захватчиками, форсировании реки Днепр и проявленные при этом отвагу и геройство» гвардии младший сержант Валентин Жуков был удостоен высокого звания Героя Советского Союза с вручением ордена Ленина и медали «Золотая Звезда» за номером 2632.
В одном из последующих боёв Жуков получил тяжёлое ранение и в 1944 году по инвалидности был демобилизован. Проживал в Горьком, работал слесарем на Горьковском автомобильном заводе, затем переехал в Волжск, где работал на бумажном комбинате. Последние годы жизни провёл в Йошкар-Оле. Умер 18 мая 1968 года.
Был также награждён орденом Отечественной войны 2-й степени (7.12.1942) и рядом медалей.

## Память
- Имя Героя увековечено на мемориальной доске в честь Героев Советского Союза — уроженцев Кировской области в парке Дворца пионеров города Кирова

- Имя Героя высечено золотыми буквами в зале Славы Центрального музея Великой Отечественной войны в Парке Победы города Москвы.

- На могиле героя установлен надгробный памятник.

- Памятник Жукову установлен в селе Матвинур Санчурского района[2].

## Комментарии
1. ↑  Деревня Жданово, относившаяся к Ихтинской, затем — к Санчурской волости Яранского уезда, в последующем входила в состав Куртьинского, Кричейского сельсовета Санчурского района Кировской области; упразднена 26.12.2000[1].